# 白い刑事
『白い刑事』（しろいけいじ）は、2017年10月22日にテレビ朝日系「日曜ワイド」で放送された刑事ドラマ。主演は安田顕。
弁護士から刑事に転じた男の活躍譚である。

## キャスト

### 警視庁富士見警察署
相良修平
演 - 安田顕
元弁護士の特別捜査官（階級は警部補）。自ら自画自賛したり、業界用語を持ち出して一々間違いを指摘したり、ノリが軽いなどキザ且つ皮肉屋的な一面を見せるが、反面では冤罪など曲がった事が大嫌いといった確かな考えを持ち、また人が見落としがちな事実に瞬く間に気付くなど卓越した洞察力に長けている。常時白スーツで行動する。
かつては警察と検察が「クロ」だとにらんだ被告人の容疑を徹底的にひっくり返し逆転無罪「シロ」を勝ち取って来た敏腕弁護士だったが、とある強盗傷害事件の被告人の無罪を晴らした際にその被告人から「自分が犯人だったらどうする」とクロを仄めかすような発言をされ、更にはその後に手口の似た強盗傷害事件が立て続けに起きた事で弁護士として事件に迫る自分に疑問を抱き、今度は別の職で事件に迫るために東谷の誘いで警察の特別職員という立場で刑事に転身する。
渋谷美里
演 - 真野恵里菜
相良修平のバディとなる刑事（階級は巡査）。生真面目であり、犯罪を嫌い、時には犯罪者に容赦ない面を見せるが、反面その正義感が祟り過ぎている傾向があり、冤罪に繋がってしまう可能性があることを修平に指摘されている。甘いものを好きな反面体重を気にしてダイエットに励んでいたり、大学時代好きだった人を魅力ある別の女性に奪われた経験から容疑者がそういった人物だった場合は容赦なく食って掛かるなどシュールな一面も見せる。巡査部長を目指しており、仕事の合間は昇進試験の勉強をしている。
修平とバディを組んだ当初は、彼のやり方についていけずに愚痴を零す事もあったが、行動する内に修平の考えを理解するようになり、事件解決を機に彼の事を認めた。
東谷慎一郎
演 - 小堺一機
署長（階級は警視正）。相良修平を刑事としてスカウトし、同じ刑事である渋谷美里とバディを組ませたり、懐の広さで修平の疑問をほぼ聞き入れたり、時には彼を褒め称えるなど優しく配慮しているが、一方では上層部と繋がってある組織を追うため修平を利用している節もある。

### その他
- 桜井秋絵（桜井義彦の妻） - 大島蓉子
- 桜井義彦（桜井バネ工業 社長） - 村松利史[4]
- 小山卓夫（派遣会社「ワンダフルスタッフ」営業部長） - 小須田康人
- 今村明（ケーキショップ「ナウビラージュ」オーナーパティシエ） - 佐藤祐一[4]
- 裁判長 - 河野洋一郎
- 清原（検事） - 中根徹
- 神田和之（派遣会社「ワンダフルスタッフ」社員） - 内田岳志
- 佐竹（鑑識） - 安藤広郎
- 刈谷孝一（強盗傷害被告人） - 大髙雄一郎
- 山下めぐみ（弁護士） - 遊井亮子[5]
- 田中沙織（派遣会社「ワンダフルスタッフ」派遣社員） - 中山忍

## スタッフ
- 原案 - 佐野洋
- 脚本 - 安井国穂
- 監督 - 伊藤寿浩
- サウンドデザイン - 石井和之
- 法廷指導 - 大野重国
- 警察指導 - 石坂隆昌
- 技術協力 - ビデオフォーカス
- 美術協力 - 京映アーツ
- ポスプロ - 汐留スタジオ
- ゼネラルプロデューサー - 関拓也（テレビ朝日）
- プロデューサー - 秋山貴人（テレビ朝日）、内丸摂子（東阪企画）
- 制作 - テレビ朝日、 東阪企画